# Капелиеле Туфеле III
Капелиеле Туфеле III (фр. Kapeliele Tufele III) — король (лавелуа) Увеа с 17 апреля 1950 по 17 ноября 1953 года.

## Правление

### Приход к власти
В апреле 1950 года у уоллисских вождей возникли разногласия, связанные с социальными проблемами того времени : авторитаризмом государственных служащих, расколом поколений в местном духовенстве, возвращением уоллисцев, осведомлённых о профсоюзных идеях. Столкнувшись с оппозицией, особенно со стороны Хихифо, король Пеленато Фулухеа уходит в отставку 11 апреля. Через два дня был избран Эммануэля Бриаля, французский купец и сын Алоизи Бриаль (приписанной к королевской линии). Однако резидент возражает против этого назначения, поскольку не хочет, чтобы француз стал королем Уоллиса. В итоге, 17 апреля избирается 70-летний Капелеле Тюфеле, в качестве временного короля.

### Царствование и отречение
По словам Жильдаса Прессенсе, «Капелеле Тюфеле, — говорит Сету — намного старше своего предшественника, консервативен и очень привязан к своим прерогативам, часто игнорируя присутствие резидента Франции». Отношения с резидентом стали очень натянутыми, последний трижды пытался его уволить.
Епископ Александр Понсе впервые успешно выступил против его отречения, но вожди решили отменить отречение второй раз, что для Фредерика Англевеля стало знаком «политической зрелости» перед лицом влияния властей. духовенство на Уоллисе.
17 ноября Капелеле Тюфеле отрекается от престола. После переговоров между королевскими семьями и с одобрения Верховного комиссара Франции в Тихом океане Алоизия Бриаль была избрана королевой Увеа 22 декабря 1953 года.